# 丹羽氏勝継室
丹羽氏勝継室（にわうじかつけいしつ、生没年不詳）は、戦国時代の女性。織田信秀の娘。織田信長の姉妹の1人。

## 概略
彼女の名前、経歴、生没年に関しては、一切不明。信秀には15人の娘の存在が確認できるが、順序なども不明。
『寛政重修諸家譜』の丹羽氏勝の記述に「継室は織田佐渡守（備後守）信秀が女」とあり、尾張岩崎城主丹羽氏勝の継室となったとあるが、同書の信秀の子の箇所にはこの女性の存在は書かれていない。

氏勝は天正8年（1580年）8月に林秀貞らと共に信長によって追放された。